# Anita Desai
Anita Mazumdar Desai (Mussoorie, 24 juni 1937) is een Indiaas auteur van romans en korte verhalen. Ze staat bekend om het op een gevoelige manier kunnen verwoorden van de gevoelens van haar vrouwelijke personages en in veel van haar verhalen staan spanningen tussen familieleden centraal. In haar latere werken behandelt ze ook het Duitse antisemitisme, de ondergang van de traditie en de westerse stereotypische blikken op India. Ze schrijft uitsluitend in het Engels. Desai werd meerdere malen genomineerd voor de Booker Prize. Ze is een fellow van Girton College, Universiteit van Cambridge.

## Levensloop
Anita Desai werd geboren in 1937 in de Indiase stad Mussoorie. Haar moeder was Duits en haar vader Bengaal. Thuis sprak ze voornamelijk Duits en elders sprak ze Bengaals, Urdu, Hindi en Engels. Op school leerde ze Engels lezen en schrijven, waardoor ze later in het Engels zou gaan schrijven. Hoewel Duits de moedertaal was van Desai bezocht ze Duitsland lange tijd niet; pas later, als volwassene, bezocht ze het land. Op 7-jarige leeftijd begon ze met het schrijven van verhalen in het Engels en publiceerde haar eerste echte verhaal toen ze 9 was.
Ze was student aan de Queen Mary's Higher Secondary School in Delhi en in 1957 behaalde ze een BA in de Engelse literatuur aan de Universiteit van Delhi. In 1958 trouwde ze met Ashvin Desai, directeur van een computersoftwarebedrijf en auteur van het boek Between Eternities: Ideas on Life and The Cosmos. Ze kregen samen vier kinderen, waaronder Kiran, die later de Booker Prize won (2006).

### Boeken
Desai debuteerde in 1963 met haar boek Cry, The Peacock, maar voor haar huwelijk schreef ze al enkele kortverhalen. In 1965 volgde Voices in the City, een verhaal over drie broers en zussen, Amla, Nirode en Monisha, en hun verschillende levensstijlen in Kolkata. In het verhaal ziet Amla de stad als een monster, offert Nirode alles op voor haar carrière en Monisha heeft moeite met haar leven in het huishouden van een rijke familie in Kolkata. In 1977 schreef Desai Fire on the Mountain, dat plaatsvindt in Kasuli. Hierin beschrijft ze de levenservaringen van drie vrouwen. Met dit boek won ze de Winifred Holtby Memorial Prize.
In 1980 gaf ze het boek Clear Light of Day uit, waarin het leven van een arme familie in Oud-Delhi wordt beschreven. Het boek is zodanig geschreven dat in de eerste hoofdstukken de hoofdpersonages volwassen zijn en naarmate het verhaal vordert hun eerdere leven verteld wordt. Het werk heeft autobiografische trekken.

### Verfilming
- In Custody werd in 1993 verfilmd door de Indiaas-Britse filmproducent Ismail Merchant.

## Prijzen
- 1978: National Academy of Letters Award: Fire on the Mountain
- 1978: Winifred Holtby Memorial Prize: Fire on the Mountain
- 1980: Booker Prize for Fiction (nominatie): Clear Light of Day
- 1983: Guardian Award for Children's Fiction: The Village by the Sea
- 1984: Booker Prize for Fiction (nominatie): In Custody
- 1993: Neil Gunn-prijs
- 1999: Booker Prize for Fiction (nominatie): Fasting, Feasting
- 2000: Alberto Moravia-prijs voor literatuur (Italië)